# Pisarz grodzki
Pisarz grodzki (łac. scriba) – urzędnik wchodzący w skład personelu urzędu starościńskiego w Królestwie Polskim i Wielkim Księstwie Litewskim.
Pisarz, zaliczany do urzędników grodzkich, był jednym z kancelistów urzędu starościńskiego, wyżej od niego w ich hierarchii stali rejent grodzki, notariusz grodzki i (jeśli występował) vicenotariusz. Mimo to uznawany bywa za najważniejszego urzędnika kancelarii. Powoływał go starosta, przed którym składał przysięgę, jedynie na obszarze Wielkopolski prawo wyznaczania miał także burgrabia. Od pisarza nie wymagano pochodzenia szlacheckiego, mógł być mieszczaninem. Zapewne była to pozostałość realiów XV stulecia, kiedy to mniejszość spośród szlachty biegle władała łaciną w piśmie.
Jego głównym obowiązkiem było dokonywanie wpisów do ksiąg grodzkich, był także jednym z pomocniczych urzędników sądu grodzkiego, umożliwiających jego funkcjonowanie. W gestii pisarza leżało przygotowanie rozmaitych regestrów, redagowanie i wydawanie pozwów oraz wyroków, zapisywanie świadków w procesie oraz wydawanie im kopii rot przysiąg. Ponadto sporządzał wykazy kar, które zostały zasądzone, redagował i wysyłał pisma do innych sądów, jak również wszelkie poświadczenia sądu grodzkiego. Podczas procesu odczytywał dokumenty, wydawał wszelkie wypisy stronom, wyznaczał także terminy stawienia się przed sądem i czuwał nad porządkiem wnoszonych spraw. Musiał wykonywać kwerendy w księgach, jeśli któraś ze stron w trakcie procesu odwołała się do zapisów w nich, spisywał także akty stron w sądzie (lub poza nim), jak również przyjmował od nich pieniądze wynoszone jako gwarancja wykonania zobowiązania. Podaje się, że w niektórych regionach miał głos doradczy w obradach sądu grodzkiego, zaś gdzieniegdzie współuczestniczył w wydawaniu wyroków z tak zwanym głosem stanowczym. Na tych obszarach, gdzie nie istniały sądy bartne pisarz grodzki wchodził w skład sądu starosty, orzekającego w sprawach w obrębie jurysdykcji bartnej.
Chronologicznie był to pierwszy urząd w kancelarii, w ciągu XV wieku jedyny, który zapewniał jej funkcjonowanie. Nie miał wówczas charakteru stałego, lecz jedynie okresowy. Wzrost kompetencji sądów grodzkich w XVI stuleciu doprowadził do zwiększania ilości urzędników w kancelarii urzędu starościńskiego. Pomocą pisarzowi służyli podpiskowie, prawdopodobnie na początku XVII wieku zaczęto powoływać regentów (regestrów) grodzkich. Mianowani przez pisarzy, przejęli zarządzanie kancelarią, z czasem pojawiły się i inne stanowiska do pomocy w pracach kancelaryjnych. W ten sposób stopniowo pisarz grodzki stał się urzędem honorowym, reprezentującym kancelarię na zewnątrz. Zdaniem Oswalda Balzera w XVIII stuleciu pisarz stał się bardziej urzędem sądowym, ze względu na to, że zyskał uprawnienia rozstrzygania spraw w ramach roków skargowych, jednej z odmian roków sądowych grodzkich, przeznaczonej na pomniejsze sprawy karne i cywilne. Postanowienie Rady Nieustającej z 1786 roku dotyczące kancelarii grodzkich w ogólnie nie wymieniało już pisarzy.
Pisarz grodzki, zgodnie z postanowieniami króla Zygmunta Augusta i sejmu z 1550 roku, nie mógł procesować się w sądzie grodzkim, w którym pracował. Ponadto w tym samym roku zabroniono łączenia tego stanowiska z urzędem pisarza ziemskiego. Zakaz ten nie obowiązywał jednak na Mazowszu, gdzie na ogół urzędy te łączono. W 1600 roku zastrzeżono, że pisarzem grodzkim nie mógł być duchowny. Na Litwie urząd wszedł do hierarchii urzędów ziemskich, wedle tej  ustalonej na sejmie w 1768 roku zajmował 13 spośród 23 miejsc.
Wynagrodzenie pisarza określały taksy kancelaryjne, na Mazowszu unormowano je w Eksceptach mazowieckich. Otrzymywał pieniądze za konkretne czynności. W Koronie za wpis do ksiąg od każdej sprawy były to 4 grosze, osobne opłaty pobierał za zredagowanie i wydawanie aktów rozmaitej treści oraz ich opieczętowanie. Z czasem pojawiło się stałe wynagrodzenie, przykładowo w XVI wieku pisarz nowokorczyński dostawał 12 florenów rocznie, jednak po 1533 roku obniżono tę sumę do 8 florenów. Jednocześnie wydawano mu sukno, owies dla 2 koni, utrzymanie dla 3 osób i zapewniano mieszkanie na zamku. Na Litwie pisarz za wpis do ksiąg otrzymywał szóstaka, 5 groszy za sporządzoną kopię, 15 groszy za kwerendę w księgach i tyle samo za opieczętowanie dokumentu.